# Temitayo Ogunbiyi
Temitayo Ogunbiyi (°1984) is een in Nigeria gevestigde multimediakunstenaar en curator, die zich bezighoudt met tekenen, schilderen, beeldhouwen en installaties. In haar werk onderzoekt ze hoe handel, architectuur, geschiedenis en botanische culturen de publieke en private ruimte bepalen. Haar bekendste werk is de You Will-serie, een reeks interactieve speeltuininstallaties in parken en musea in verschillende internationale wereldsteden.

## Biografie
Ogunbiyi werd geboren in 1984 in Rochester (New York) in de Verenigde Staten. Ze groeide op in Gwynedd en ging naar de Wissahickon High School in Montgomery County (Pennsylvania).
In 2006 behaalt ze een Bachelor of Arts-graad aan Princeton University in New Jersey. Vervolgens studeert ze kunstgeschiedenis aan Columbia University in New York, waar ze in 2011 haar masterdiploma behaalt. Na enkele groepstentoonstellingen heeft ze in 2009 haar eerste solo-expo, met als titel Mom Calls ‘Em Chinee Bumps, in de Tamboril Gallery in Brooklyn. In 2010 volgt er nog een expositie in New York en vervolgens een eerste in Lagos in Nigeria, met als titel Broken Weaves. In 2011 en '12 volgen nog verschillende expo's in Lagos. Niet lang daarna besluit ze om zich in Lagos te vestigen.
De tentoonstelling Am I A Thief, wordt in 2012 getoond in het Freies Museum te Berlijn en vervolgens in het PERMM, het museum voor hedendaagse kunst in het Russische Perm. Het opzet van deze expo is "onze onbeperkte toegang tot afbeeldingen" en hoe dat leidt tot "stelen onder het mom van surfen op internet", waarmee ze de retorische vraag stelt: “Stelen we van elkaar of werken we samen?”
Vervolgens is haar werk onder meer te zien in de Pulitzer Foundation for the Arts in St. Louis, het Museum of Contemporary African Diasporan Art in Lagos, Tiwani Contemporary in Londen, Medium Tings Gallery in Brooklyn en Dom Umenia Bratislava in Slowakije.
In 2018 begint ze met haar You Will-serie, een reeks installaties die ook dienst doen als speeltuin. Deze speeltuinserie groeit uit haar ervaring als moeder van twee kinderen in de dichtstbevolkte stad van Afrika en de moeite die ze heeft om geschikte speelruimtes te vinden. Daarnaast valt het haar op dat de meeste speeltuinontwerpen uit het Westen werden geïmporteerd, waardoor Ogunbiyi met materialen en vormen gaat werken die lokale betekenis hebben: stalen staven gemonteerd in betonnen sokkels, die doen denken aan de zelfgemaakte fitness-apparatuur die in Lagos vaak wordt gebruikt. Het metaal is omwikkeld met vezels gemaakt van jute, een stof die afkomstig is van planten waarvan veel Nigerianen de bladeren eten. De woorden "You Will" in de titels van deze werken verwijzen naar hedendaagse Nigeriaanse gebeden en bevatten Pidgin-Engels zoals dat in Lagos wordt gesproken. Ogunbiyi verklaarde verder: "Het Engelse woord "play" (spelen) heeft zoveel betekenissen: fysieke activiteit, muziek, theater. Het woord kan vele kanten op gaan en staat daarom centraal in de titels die ik aan mijn speeltuinwerken geef." Ze vindt ook dat de mens zijn hele leven moet blijven 'spelen': "Hoe kan je je denken verruimen als je de wereld niet op nieuwe manieren probeert te benaderen?” Deel 1 - You Will Find Peace and Play Among Palm Trees (2018) - maakt ze voor de Freedom Park Playground in Lagos.
In 2020 vraagt Kathryn Weir, artistiek directeur van het Museo Madre in Napels, aan Ogunbiyi om een creatie te maken voor het museum, dat ook bekend staat als Museo d'arte contemporanea Donnaregina. Het wordt opnieuw een speeltuin-installatie, met als titel You Will Play in the Everyday, Running. In de gebogen ijzeren staven van deze installatie verwerkt ze lijnen die ze overnam van Google maps die de route tussen Lagos en Napels weergeven, naast visuele verwijzingen naar het werk van Louise Bourgeois en Tim Burton. Het woord "running" in de titel gebruikt Ogunbiyi als herdenking van Ahmaud Arbery, een ongewapende 25-jarige zwarte man die doodgeschoten werd tijdens het joggen nabij Brunswick in de Amerikaanse staat Georgia, en om zodoende het belang van veilige recreatieplekken te benadrukken.
Op 22 november 2022 opent de tentoonstelling You will play in nuance and grow community in het Van Abbemuseum in Eindhoven. Deze installatie omvat "een speellandschap", dat ook hier bestaat uit golvende vormen van gebogen staal. Bezoekers worden aangezet om te klimmen en te slingeren. Het idee hierachter is dat "verkenning met een open einde sociale vooruitgang inspireert."
You will follow the Rhein and compose play (2023) verbindt haar thuisstad Lagos met Museum Tinguely in het Zwitserse Bazel, doordat ook hier de vormen van de stalen staven de route volgen tussen die twee steden. Naast een speeltuin-installatie omvat deze multimediatentoonstelling werken op papier en interactieve muziekinstallaties: werken gemaakt sinds 2016 maar ook speciaal voor de tentoonstelling gemaakte objecten waarbij ze haar inspiratie uit de stad Bazel zelf haalde.
In 2024 maakt Ogunbiyi twee installaties voor het Come Closer festival, dat georganiseerd wordt door het Middelheimmuseum en kunstencampus de Singel, beide gelegen te Antwerpen. Voor You Will Find Companionships in Greener Grounds werd een deel van de "asfaltvlakte" voor de deur van de Singel veranderd in een groene speel- en kruidentuin, met een 30 meter lange stalen lijn die het traject tussen Antwerpen en Lagos symbolisch weergeeft. You Will Make Wishes for your Neighbour (54 Days) in het Middelheimpark bestaat uit een reeks goud geschilderde stenen die je mag aanraken om een wens te doen. Het getal 54 symboliseert het aantal dagen dat het duurt om van het Middelheimmuseum naar Lagos te stappen.

## Onderscheidingen
- 2014 - Ford Foundation Fellowship.[24][25]
- 2018 - Smithsonian Artist in Research Fellowship.[26]
- 2020/2021 - Digital Earth Fellow.[27]
- 2022 - Graham Foundation.[28]

## Werken
- Extended Extensions - Lucas Gallery, Princeton University (2006).[29]
- Am I A Thief? - Freies Museum, Berlijn (2012).[30]
- Lovely Love Text Message Book - Pulitzer Foundation in St. Louis en Center for Contemporary Art in Lagos (2012/2013).[31]
- A Nightmare's Daydreams - Freedom Park, Lagos (2014).[32]
- Nothing in Nature is Private - Medium Tings Gallery, Brooklyn (2017).[33]
- You Will Find Peace and Play Among Palm Trees - Freedom Park Playground, Lagos (2018).
- Capillarité - 31 Project, Parijs (2019).[34]
- You Will Play in the Everyday, Running - Museo Madre, Napels (2020).[35]
- You Will Play in Nuance and Grow Community - Van Abbemuseum, Eindhoven (2022).[36]
- You Will Order Taxonomies According to Your Days - 12e Biënnale van Berlijn (2022).[37]
- You Will Follow the Rhein and Compose Play - Museum Tinguely (2023).[38]
- You Will Carry Dreams, Memories, and New Beginnings (48 Days) - Tiwani Contemporary, Londen (2023).[39]
- You Will Find Companionships in Greener Grounds - De Singel, Antwerpen (2024).[40]
- You Will Make Wishes for your Neighbour - Middelheimmuseum, Antwerpen (2024).[41]